# Fedayines palestinos

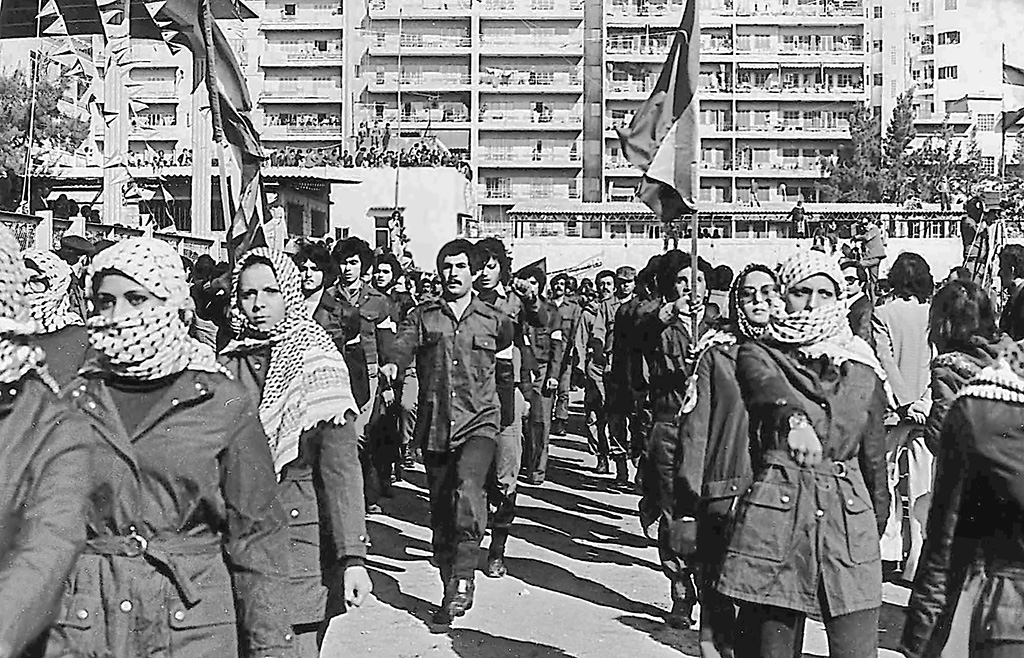
Fedayines de Fatah en Beirut, Líbano (1979).

Los fedayines palestinos (del árabe fidā'ī; plural: fidā'iyūn, فدائيون) se refiere a los combatientes y luchadores de orientación nacionalista palestina que combaten por la liberación de Palestina. La mayor parte del pueblo palestino considera que los fedayines son combatientes por la libertad, mientras que el gobierno israelí y las Fuerzas de Defensa de Israel, los describen como "terroristas".
Como parte del movimiento de liberación nacional de Palestina, los fedayines palestinos fueron inspirados por las guerrillas marxistas y nacionalistas en Vietnam, China, Argelia y América Latina. La ideología de los fedayines palestinos es principalmente socialista y nacionalista, y su propósito declarado consiste en derrotar al sionismo, al colonialismo, y al imperialismo, liberar a Palestina, y establecer un estado palestino secular, democrático y no sectario".
El movimiento surgió entre los refugiados palestinos que huyeron o fueron expulsados de sus pueblos durante la Nakba, como resultado de la guerra árabe-israelí de 1948, a mediados de los años 1950, los fedayines palestinos comenzaron a montar operaciones de infiltración, cruzando las fronteras de Israel desde las naciones de Siria, Egipto y Jordania. A menudo, las primeras infiltraciones tuvieron como finalidad acceder a las tierras y a los productos agrícolas que habían perdido como resultado de la guerra, o bien para atacar a las fuerzas militares israelíes, y algunas veces, a los ciudadanos israelíes. Israel llevó a cabo acciones de castigo colectivo y represalia, dirigidas contra los fedayines palestinos, los militares israelíes, también mataron a civiles palestinos, y a ciudadanos de otros países vecinos, lo que provocó más ataques de los fedayínes como respuesta. Las acciones de los combatientes fedayines fueron citadas por Israel como una de las razones de dicho país para iniciar la guerra del Sinaí en 1956, la guerra de los Seis Días, la Operación Litani y la guerra del Líbano de 1982. Los grupos de combatientes fedayines palestinos estaban unidos bajo el mandato de la Organización para la Liberación de Palestina (OLP), tras la derrota de los ejércitos árabes en la guerra de los Seis Días de 1967, aunque cada facción, mantiene su propio liderazgo y una milicia armada independiente.

## Definiciones del término

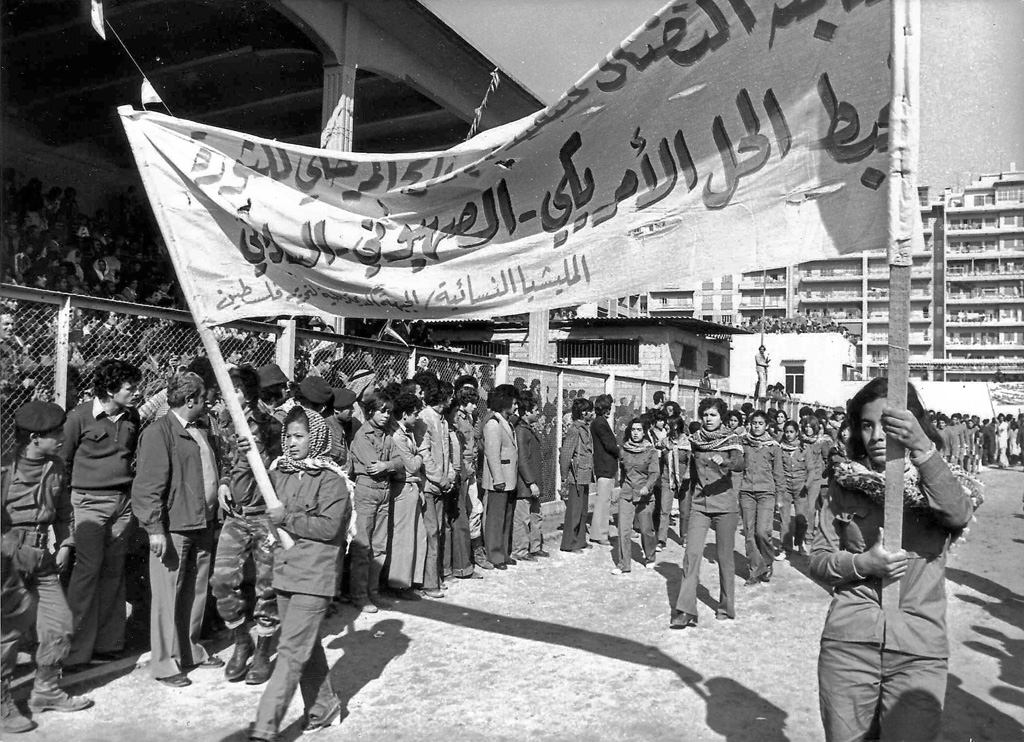
Mujeres fedayínes del Frente Democrático por la Liberación de Palestina en Líbano.

Los términos "palestino" y "fedayín" han tenido diferentes significados para diversas personas en varios puntos de la historia. Según el diccionario Sakhk árabe-inglés, fida'i —la forma singular del plurar fedayín— significa "uno que arriesga su vida voluntariamente" o "uno que se sacrifica a sí mismo". En su libro, The Arab-Israeli Conflict, Tony Rea y John Wright adoptaron esta traducción más literal al traducir el término fedayín como "autosacrificados".

En su ensayo, "The Palestinian Leadership and the American Media: Changing Images, Conflicting Results" (1995), R.S. Zaharna comenta las percepciones y el uso de los términos "palestino" y "fedayín" en los años 1970, al escribir:
Los palestinos se convirtieron en sinónimo de terroristas, piratas aéreos, comandos y guerrilleros. El término "fedayín" fue usado a menudo, pero raramente traducido. Esto se añadió al misterio que rodea a los grupos palestinos. Fedayín significa "luchador por la libertad"

La  Encyclopedia of the United Nations and International Agreements (2002) de Edmund Jan Osmanczyk define fedayín como "luchadores de la resistencia palestina", mientras que The Routledge Atlas of the Arab-Israeli Conflict (2005) de Martin Gilbert define fedayín como "grupos terroristas palestinos". Robert McNamara se refiere a los fedayines simplemente como "guerrillas", así como Zeev Schiff y Raphael Rothstein en su obra Fedayeen: Guerrila Against Israel (1972). Fedayín también puede hacer referencia a grupos militantes o guerrilleros que no son palestinos (Véase fedayín para más información).
Beverly Milton-Edwards describe a los fedayines palestinos como "revolucionarios modernos que luchan por la liberación nacional, no por una salvación religiosa", distinguiéndolos de los muyahidín (i.e. "luchadores por la Yihad). Si bien los soldados caídos, tanto muyahidín como fedayín, son llamados shahid (i.e. "mártires") por los palestinos, Milton sostiene que sería una blasfemia religiosa y política llamar a los "combatientes izquierdistas" de los fedayín, muyahidín.

## Objetivos y fundamento filosófico
Los objetivos de los fedayines están articulados en las declaraciones y literatura que los propios combatientes han producido, las cuales son consistentes en referencia al firme propósito de destruir al sionismo y al imperialismo. En 1970, el objetivo declarado de los fedayines fue establecer Palestina como "un Estado secular, democrático y no sectario". Robert Freedman escribió que para algunos grupos fedayines, el aspecto secular de la lucha era "meramente un eslogan para apaciguar a la opinión mundial", mientras que otros se esforzaron en "dar al concepto un contenido significativo". Antes de 1974, la posición de los fedayines era que cualquier judío que renunciara al sionismo podía permanecer en un futuro estado palestino. Después de 1974, la cuestión se volvió menos clara y se sugirió que solo aquellos judíos que se encontraban en Palestina antes de la invasión sionista podían permanecer allí.
En The Intifada:Its Impact on Israel, the Arab World, and the Superpowers, Bard O'Neill sostiene que los fedayines trataron de estudiar y tomar prestado de todos los modelos revolucionarios disponibles, pero que sus publicaciones y declaraciones mostraron una afinidad particular por las experiencias cubanas, argelinas, vietnamitas y chinas.

### Luchas internas y movimientos separatistas
Durante la era posterior a la guerra de los Seis Días, los movimientos fedayines pelearon sobre temas tales como el reconocimiento de Israel, las alianzas con varios Estados árabes y las ideologías. Una facción liderada por Nayef Hawatmeh y Yasser Abed Rabbo se separó del Frente Popular para la Liberación de Palestina (FPLP) en 1974, a causa de que prefería un enfoque maoísta y no-nasserista. Este nuevo movimiento empezó a ser conocido como el Frente Democrático por la Liberación de Palestina (FDLP). En 1974, el Consejo Nacional Palestino aprobó el Programa de Diez Puntos (elaborado por Arafat y sus asesores) y propuso un compromiso con los israelíes. El Programa proponía una autoridad nacional palestina sobre cada parte del "territorio palestino liberado", que se refiere a la zonas capturadas por las fuerzas árabes en la guerra árabe-israelí de 1948 (actuales Cisjordania y Franja de Gaza). Percibido por algunos palestinos como propuestas para Estados Unidos y concesiones para Israel, el programa fomentó el descontento internacional e indujo a varias de las facciones de la Organización para la Liberación de Palestina (OLP), tales como el FPLP, FDLP, as-Sa'iqa, el Frente por la Liberación Árabe y el Frente por la Liberación de Palestina, entre otros, para formar un movimiento separatista que llegó a ser conocido como Frente Rechacista.
Durante la guerra civil libanesa (1975-1990), la OLP se alineó con el Movimiento Nacional Libanés comunista y nasserista. Aunque en un inicio fueron apoyados por el presidente de Siria Hafez al-Asad, cuando se cambió de bando en el conflicto, las pequeñas facciones pro-sirias al interior de los fedayines palestinos, en particular as-Sa'iqa y el Frente Popular para la Liberación de Palestina-Comando General, pelearon contra la OLP liderada por el Fatah de Arafat. En 1988, después de que Arafat y al-Assad se reconciliaron parcialmente, los leales a Arafat en los campos de refugiados de Bourj al-Barajneh y Shatila intentaron forzar la Fatah-Intifada, un movimiento separatista pro-sirio formado por Said al-Muragha. Por el contrario, 1983, las fuerzas de al-Muragha superaron a los leales a Arafat en ambos campos tras una amarga lucha, en la cual Fatah-Intifada recibió apoyo de la milicia Amal libanesa.
La OLP y otros movimientos armados palestinos se dividieron progresivamente después de los Acuerdos de Oslo de 1993. Fueron rechazados por el FPLP, FDLP, Hamás y otras veinte facciones, así como intelectuales palestinos, los refugiados palestinos fuera de los territorios palestinos y los dirigentes locales de los territorios. Las facciones palestinas rechacistas formaron un frente común con los islamistas, que culminó en la creación de la Alianza de Fuerzas Palestinas. Esta nueva alianza fracasó en actuar como una unidad cohesionada, pero puso de manifiesto las profundas divisiones al interior de la OLP, con los fedayines encontrándose alineados por primera vez con los islamistas palestinos. La desintegración al interior de Fatah, el principal órgano de la OLP, se incrementó cuando Farouk Qaddoumi —a cargo de las relaciones exteriores— expresó su oposición a las negociaciones con Israel. Los miembros del Comité ejecutivo de la OLP, el poeta Mahmud Darwish y el líder de los refugiados Shafiq al-Hout  renunciaron a sus cargos en respuesta a la aceptación de la OLP de los Acuerdos de Oslo.

### Tácticas
Hasta 1968, las tácticas fedayines consistían mayormente en incursiones rápidas a objetivos militares israelíes. Se incorporó un compromsio de "lucha armada" en la Carta de la Organización para la Liberación de Palestina en cláusulas que sostenían que "la lucha armada es la única forma de liberar Palestina" y que "las acciones de comando constituyen el núcleo de la guerra de liberación popular palestina".
Con anterioridad a la guerra de los Seis Días en 1967, los fedayines llevaron a cabo varias campañas de sabotaje contra infraestructura israelí. Estos actos incluían la extracción constante de tuberías de agua e irrigación a lo largo del río Jordán y sus tributarios, así como en la frontera libanesa-israelí y en varias locaciones en Galilea. Otros actos de sabotaje incluyeron el bombardeo de puentes y caminos, emboscadas de automóviles y vandalismo (algunas veces, destrucción) de casas. Después de la guerra de los Seis Días, estos incidentes disminuyeron constantemente con la excepción del bombardeo al complejo de oleoductos que abastecían a la refinería de petróleo de Haifa en 1969.
Las tácticas de contrainsurgencia de las Fuerzas de Defensa de Israel, que incluyeron de manera regular desde 1967 el uso de demoliciones de casas, toques de queda, deportaciones forzosas y otras formas de castigo colectivo, impidieron efectivamente la habilidad de los fedayines palestinos para crear bases internas desde las cuales librar una guerra popular. La tendencia entre los guerrilleros capturados de colaborar con las autoridades israelíes proveyendo información que llevaría a la destrucción de numerosas "células terroristas" también fue un factor que ayudó al fracaso en el establecimiento de bases en los territorios palestinos ocupados por Israel. Los fedayines fueron compelidos a establecer bases externas, lo que resultó en fricciones con sus países anfitriones que llevó a conflictos (tal como, el caso de Septiembre Negro) que los distrajeron de su objetivo principal de "desangrar a Israel".